# Bibliothèques de Laval
Bibliothèques de Laval est un réseau de neuf bibliothèques publiques et un bibliobus, répartis sur le territoire de la ville de Laval au Québec. L'origine de ce réseau est la bibliothèque des Jeunes de Duvernay fondée par la ligue féminine de la paroisse Saint-Maurice.
Le réseau des bibliothèques de Laval est constitué de neuf bibliothèques réparties dans toute la ville. En plus de bénéficier du prêt de documents (papier, audiovisuel et numérique), on peut s’y initier aux technologies, assister à des conférences et visiter des expositions. Les bibliothèques offrent également des postes informatiques et la connexion à Internet sans fil à leurs visiteurs.

## Caractéristiques

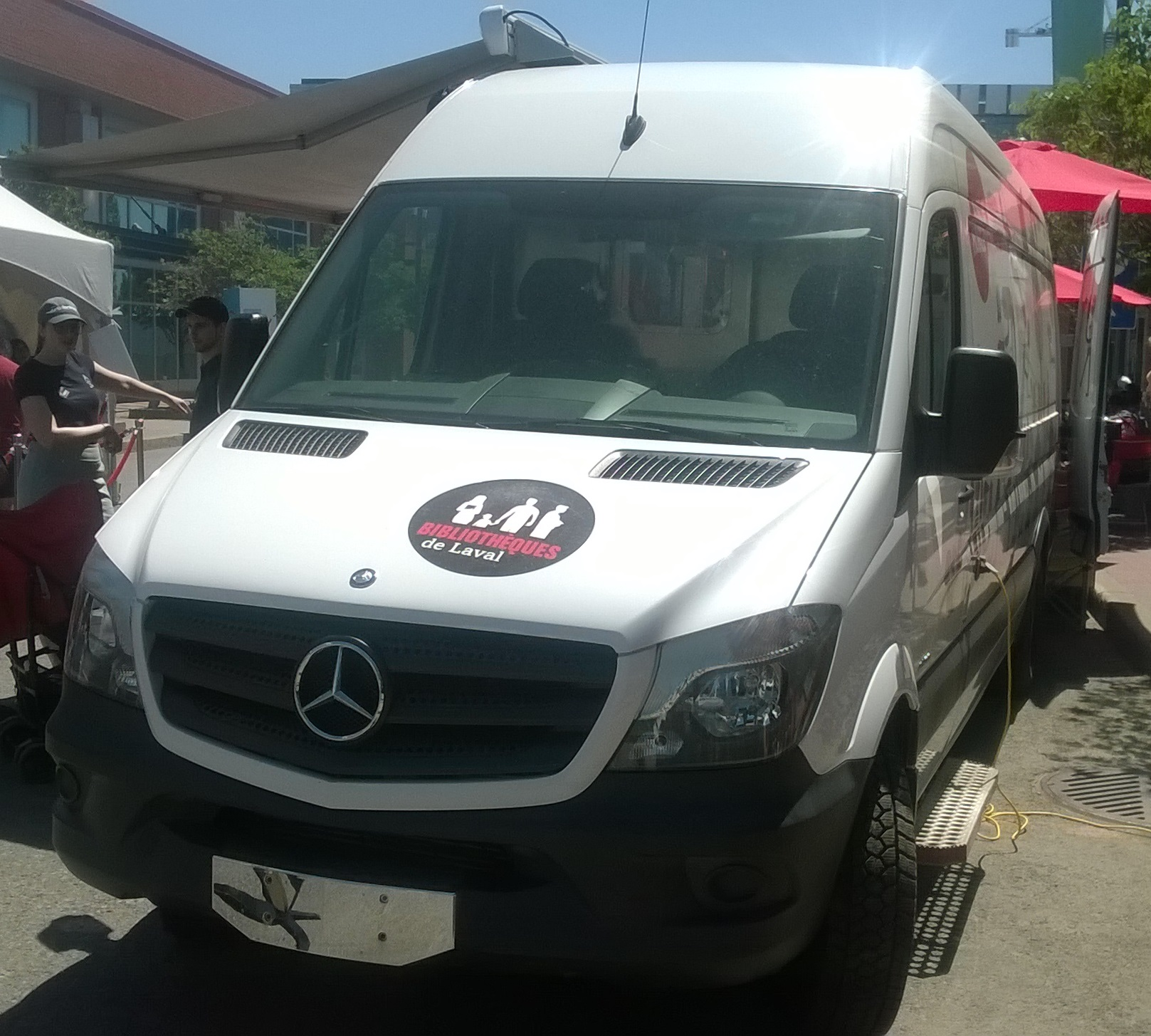
La Bibliomobile.

Depuis 2014, Bibliothèques de Laval a aussi une Bibliomobile,. Il s'agit d'un véhicule qui contient des documents à emprunter et qui se déplace à certains organismes et à des écoles.
En 2019, les bibliothèques ont reçu une aide financière de 20 000$ pour le déroulement d'un projet du Programme de soutien financier.
Selon les données de 2019, il y aurait 65 101 usagers inscrits dans les neuf bibliothèques, soit 15% de la population totale lavalloise.
À partir du 1er février 2021, les frais de retard sont abolis pour l’ensemble des bibliothèques, dans le sillage du mouvement mondial « Free Fine Library ». Cette initiative vise à éliminer les barrières qui empêchent l’accès aux bibliothèques. Les frais de retard peuvent constituer un obstacle économique pour certaines personnes ou familles et plus particulièrement les mineurs.

### Projets
Il est annoncé fin 2020, que sept nouvelles bibliothèques verraient le jour sur le territoire de Laval, cela portera à seize le nombre total de bibliothèques sur le territoire de la ville.
Il est annoncé en juin 2021 que le Centre Alain-Grandbois, situé sur le boulevard Samson à Chomedey, redeviendra une bibliothèque municipale en 2024, après avoir été fermé en 1996. Les activités de la bibliothèque Multiculturelle y seront relocalisées, alors que cette dernière sera fermée. Il est également projeté par la Ville de construire une bibliothèque centrale dans le centre-ville de Laval, non loin du site actuel de la bibliothèque Multiculturelle.

## Bibliothèques
- Bibliothèque Émile-Nelligan (Laval-des-Rapides)
- Bibliothèque Gabrielle-Roy (Fabreville)
- Bibliothèque Germaine-Guèvremont (Duvernay)
- Bibliothèque Laure-Conan (Auteuil)
- Bibliothèque Marius-Barbeau (Saint-Francois)
- Bibliothèque Multiculturelle (Chomedey)
  - Incluant : Le Studio - Espace numérique[12]

- Bibliothèque Philippe-Panneton (Laval-Ouest)
- Bibliothèque Sylvain-Garneau (Sainte-Rose)
- Bibliothèque Yves-Thériault (Sainte-Dorothée)

## Mission
La mission des Bibliothèques de Laval s’inspire à la fois de celle de la Ville de Laval et de celle des bibliothèques publiques selon l’UNESCO : « Les Bibliothèques de Laval soutiennent le développement de la Ville en démocratisant l’accès à la connaissance, la culture et l'information. Elles offrent à tous les citoyens, à proximité de leur domicile, des collections documentaires, des services et des technologies de qualité et sans cesse actualisés ».

## Services

### PrêtNumérique.ca
PrêtNumérique.ca est une plateforme permettant aux usagers de la bibliothèque d’emprunter des livres numériques en format EPUB, PDF et audio. Dix documents peuvent être empruntés et réservés à la fois. Les usagers peuvent choisir parmi plusieurs milliers de titres.

### Le Studio - Espace numérique
Les bibliothèques de Laval possèdent un fablab nommé le Studio. Il s’agit d’un espace numérique qui propose de multiples activités. Le Studio est situé dans les locaux de la Bibliothèque Multiculturelle.
Le Studio propose des activités qui visent à l’initiation et à l’exploration de diverses technologies numériques.

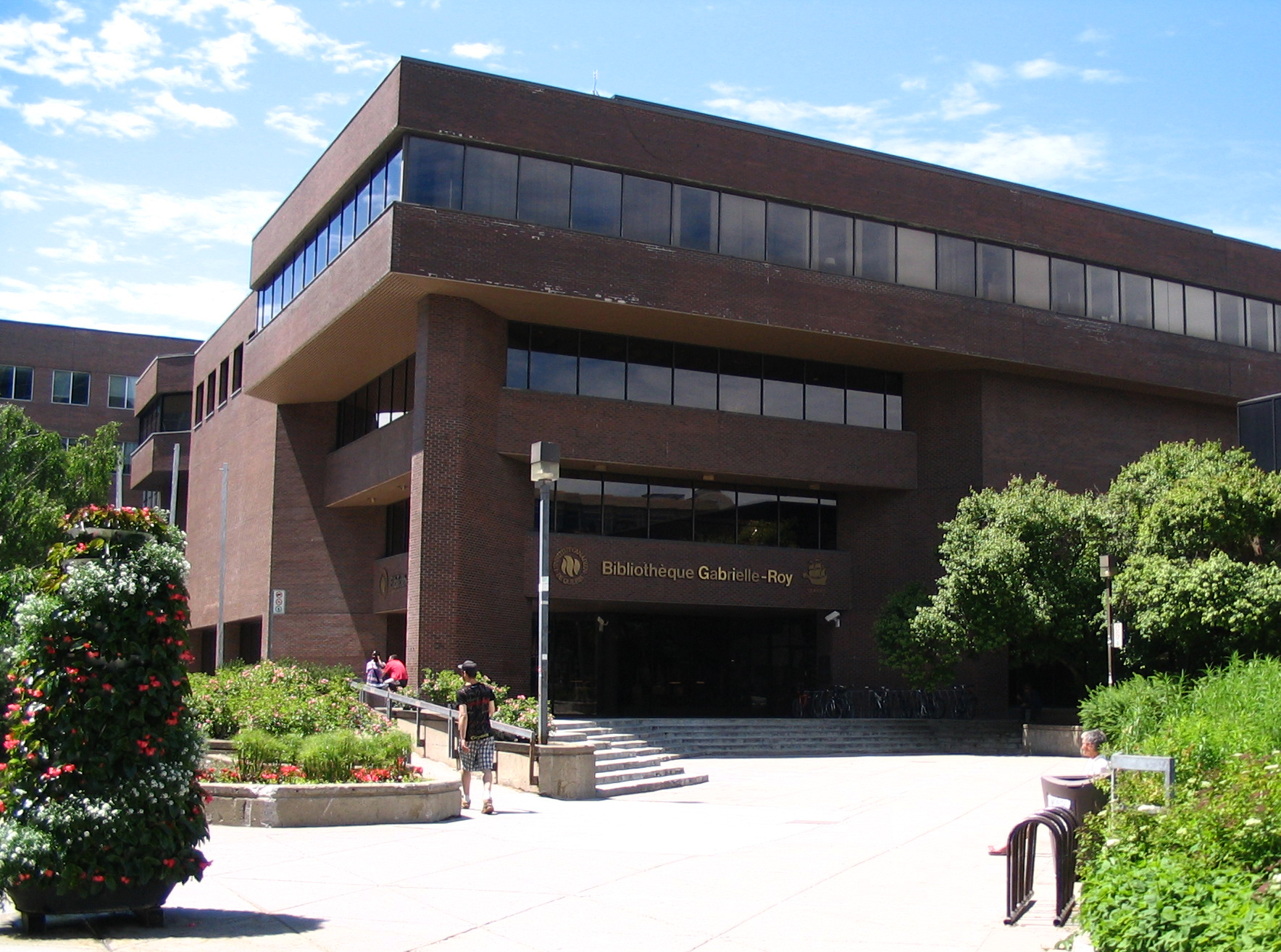
Entrée de la bibliothèque Gabrielle-Roy.

Il s’agit d’un espace qui favorise le partage de savoirs entre les usagers.
Le Studio offre un accès gratuit à des équipements de création numérique. Parmi ceux-ci, il y a des imprimantes 3D qui permettent d’imprimer des objets de formes variées. Le fablab offre aussi un parc informatique comprenant huit ordinateurs iMac avec des programmes tels qu’Adobe Photoshop, la suite Microsoft Office, Blender et Tinekerine Suite. Il est également possible d’utiliser un numériseur, une découpeuse vinyle, des ensembles de robotique, une table tournante et un lecteur VHS. Ces deux derniers outils permettent notamment de convertir deux vieux supports comme les vinyles et les cassettes VHS en format numérique.
Le Studio est séparé en trois espaces distincts :
- Dans l’Espace Image, on retrouve divers outils permettant de s’initier à la photographie et à la cinématographie. On y retrouve des caméras vidéo et photo, un fond vert, du matériel d’éclairage, et un ordinateur permettant de faire du montage.
- L’Espace Audio sert de studio d’enregistrement. Afin de créer un environnement favorable à l’enregistrement, l’espace a été insonorisé. Plusieurs outils sont mis à disposition des usagers dont une guitare, un clavier MIDI, des moniteurs de studio, deux microphones et un ordinateur iMac.
- Dans l’Espace Jeux, deux consoles, la Playstation 4 et la Nintendo Switch sont disponibles à l’utilisation avec une variété de jeux.